# Ricardo Ribeiro Fernandes
Ricardo Ribeiro Fernandes (Moreira de Cónegos, 21 aprile 1978) è un ex calciatore portoghese, di ruolo centrocampista.

## Carriera
Ha giocato nella massima serie dei campionati portoghese, cipriota, ucraino, israeliano e greco.

## Palmarès

### Club

#### Competizioni nazionali
- Supercoppa di Portogallo: 2

Sporting Lisbona: 2002
Porto: 2003
- Campionato portoghese: 1

Porto: 2003-2004
- Coppa di Cipro: 1

APOEL: 2005-2006
- Campionato cipriota: 1

APOEL: 2006-2007

#### Competizioni internazionali
- UEFA Champions League: 1

Porto: 2003-2004

### Individuale
- Miglior giocatore della Supercoppa di Portogallo: 1

2002